# Магальянес (провинция)
Провинция Магальянес  (исп. Provincia de Magallanes) — провинция в Чили в составе области Магальянес-и-ла-Антарктика-Чилена.
Включает в себя 4 коммуны.
Территория — 38 401 км². Население — 133 282 человека (2017). Плотность населения — 3.47 чел./км².
Административный центр — Пунта-Аренас.

## География
Провинция граничит:
- на севере — провинция Санта-Крус (Аргентина)
- на востоке — провинция Тьерра-дель-Фуэго
- на юге — провинция Антарктика-Чилена
- на западе — Тихий океан

## Административное деление
Провинция включает в себя 4 коммуны:
- Лагуна-Бланка. Админ.центр — Лагуна-Бланка.
- Пунта-Аренас. Админ.центр — Пунта-Аренас.
- Рио-Верде. Админ.центр — Рио-Верде.
- Сан-Грегорио. Админ.центр — Сан-Грегорио.